# Kiskunhalas
Kiskunhalas (chorvatsky Olaš) je město v Maďarsku, v župě Bács-Kiskun, cca 130 km jižně od Budapešti. V roce 2009 ve městě žilo 28 997 obyvatel. Město má díky probíhající železniční trati Budapešť–Kelebia nadstandardní spojení s centrem země. Zastavují zde i mezinárodní rychlíky (např. vlak Avala). Kromě toho zde začíná také i lokální trať do města Kiskunfélegyháza.

## Název
Název města odkazuje na rybníky bohaté na ryby (halas). První část názvu (Kis-), doslova malý označuje také Kumány, kteří zde kdysi žili. V chorvatštině se ještě objevuje občas i název Olaš. 

## Historie
Kdysi středověká maďarská osada byla v 16. století zdecimována tureckými nájezdy (1566, 1596) a epidemiemi moru. Později se začala rozvíjet v město v polovině 18. století v souvislosti s ústupem Osmanské říše za linii řek Sáva a Tisa. Nábožensky bylo jeho obyvatelstvo dlouhodobě rozdělené mezi katolickou a protestantskou komunitu. Díky svému rozdělení i značné podpoře protestantského vyznání bylo v Budapešti vnímáno jako rizikové a proto nakonec ztratilo status regionálního centra.[zdroj?] Na konci 18. století bylo město, stejně jako velká část dolních Uher, dosidlováno, mimo jiné i balkánskými národy. Podle historických map prvního vojenského mapování jej ze západní strany obklopovalo rozbahněné údolí potoka. V něm se nacházel jeden ostrov (Horní ostrov – Alsó sziget), který byl zastavěný a obklopený močálem.
Současný katolický kostel ve městě byl postaven v roce 1770. Protestantský potom byl dokončen roku 1823. Do roku 1887 sem byla zavedena železnice (nejprve Budapešť–Kelebia a později ji doplnily další regionální tratě. Nádraží vzniklo na volné ploše východně od středu města, kterou později obklopila novější výstavba.
Podle posledního uherského sčítání lidu z roku 1910 zde žilo 25 tisíc lidí.
V meziválečném období došlo k značné stagnaci města. Počet obyvatel poklesl vlivem válečných ztrát, nové hranice a ekonomický úpadek zmenšeného království neumožnil větší rozvoj města. Po druhé světové válce se některé obce, které administrativně spadaly pod Kiskunhalas, osamostatnily. Došlo také k vysušení místních močálů, které existovaly až do války.
Roku 1956 zde v souvislosti s revolučními událostmi došlo k několika zasedáním i násilnými střety mezi bezpečnostními složkami a obyvatelstvem.
Po roce 1960 došlo k rozsáhlejší industrializaci města. Východně od místního nádraží byly postaveny nové průmyslové závody. Okolí nádraží potom obklopila řada panelových domů. V souvislosti se změnou politického i ekonomického systému po roce 1989 došlo ke kolapsu místních podniků a nárůstu nezaměstnanosti. To vedlo k poklesu počtu obyvatel v 90. letech 20. století. Město opustilo během řady let zhruba několik tisíc lidí.

## Obyvatelstvo
Podle sčítání lidu v roce 2011 zde žilo 28 285 obyvatel. 86,8 % obyvatel se identifikovalo s maďarskou národností, 5,5 % jako Romové, 1,3 % jako Němci, 0,2 % jako Srbové. 12,6 % neuvedlo svojí národnostní příslušnost; kvůli dvojí identitě může být celkový součet vyšší než 100 %. Náboženské složení obyvatel města bylo následující: římští katolíci 38,4 %, reformovaní 10,4 %, luteráni 1 %, řeckokatolíci 0,1 %, Židé 0,1 %, bez vyznání 19,6 % (28,8 % vyznání neuvedlo).

## Kultura a zajímavosti

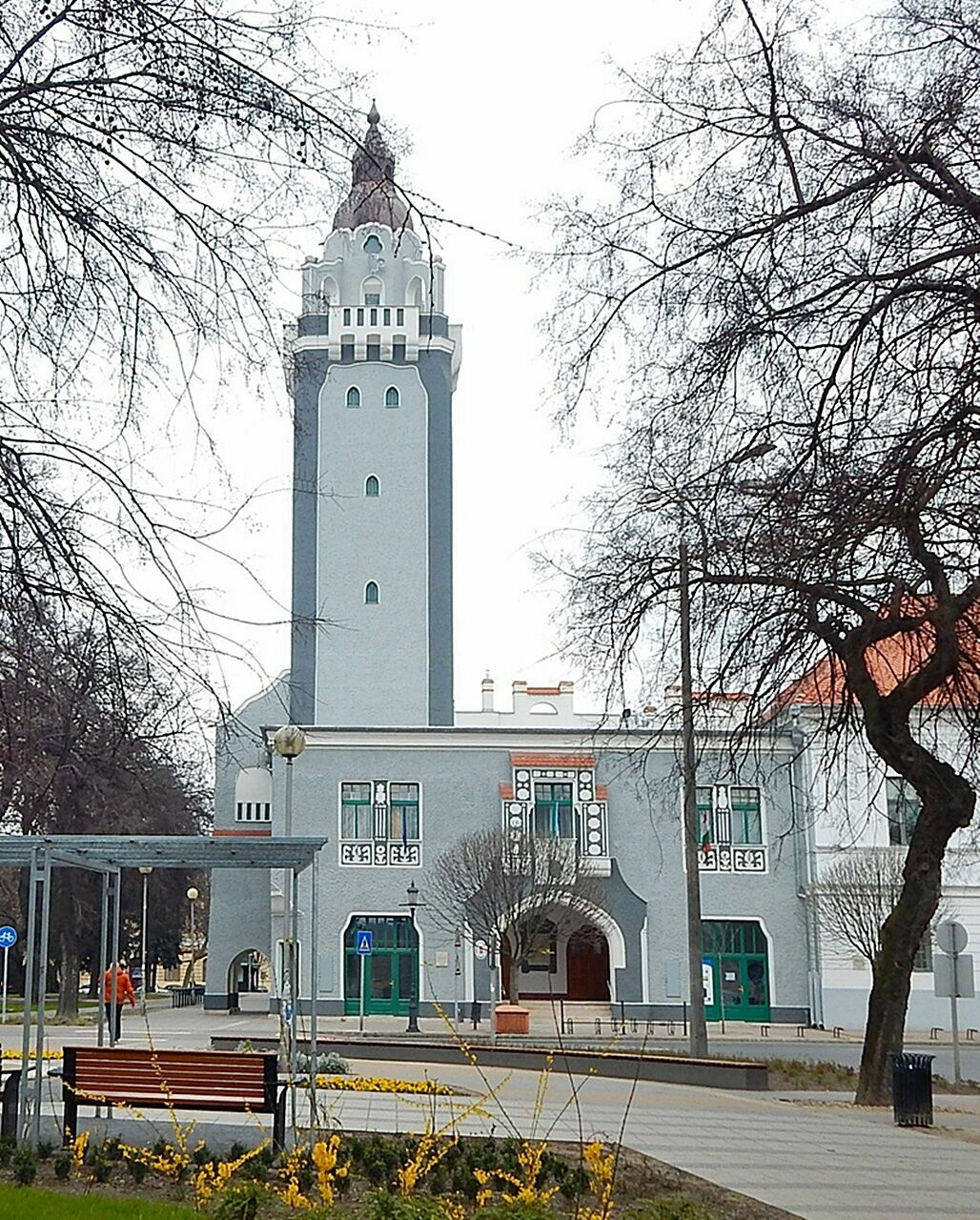
Budova radnice.

V Kiskunhalasu se nachází Muzeum krajky. Místní Muzeum Jánose Thormy má 88 000 exponátů především etnografického charakteru.
Dochován je zde rovněž tradiční statek z 18. století s názvem Tájház. Ten byl postaven okolo roku 1750. Na hlavním náměstí (náměstí Hrdinů) se nachází kostel Reformované církve, 
Na náměstí před nemocnicí stojí socha s názvem "Tři prameny" (maďarsky Három tavasz) v brutalistním stylu od architekta Józsefa Kerényiho.
Navštěvovaný je rovněž i větrný mlýn Sáfrik.
Na západním okraji Kiskunhalasu stojí termální lázně.
Ve městě se nacházela vojenská kasárna, která později měla být přebudována na věznici.

## Zdravotnictví
Ve městě se nachází nemocnice (Semmelweis).

## Známé osobnosti
Z Kiskunhalasu pocházely následující známé osobnosti:
- János Thorma (1870-1937) malíř
- Zsolt Daczi (1969–2007), hardrockový kytarista
- Gedeon Bibó, maďarský lékař
- Sándor Garbai (1879–1947), politik
- Bence Halász (* 1997), sportovec
- Erika Miklósa (* 1970), sopranistka
- Blanka Szávay (* 1993), tenistka
- Ágnes Szávay (* 1988), tenistka
- Lili Tóth (* 1986), šachistka
- Viktor Tóth (* 1977), jazzový hudebník

## Galerie

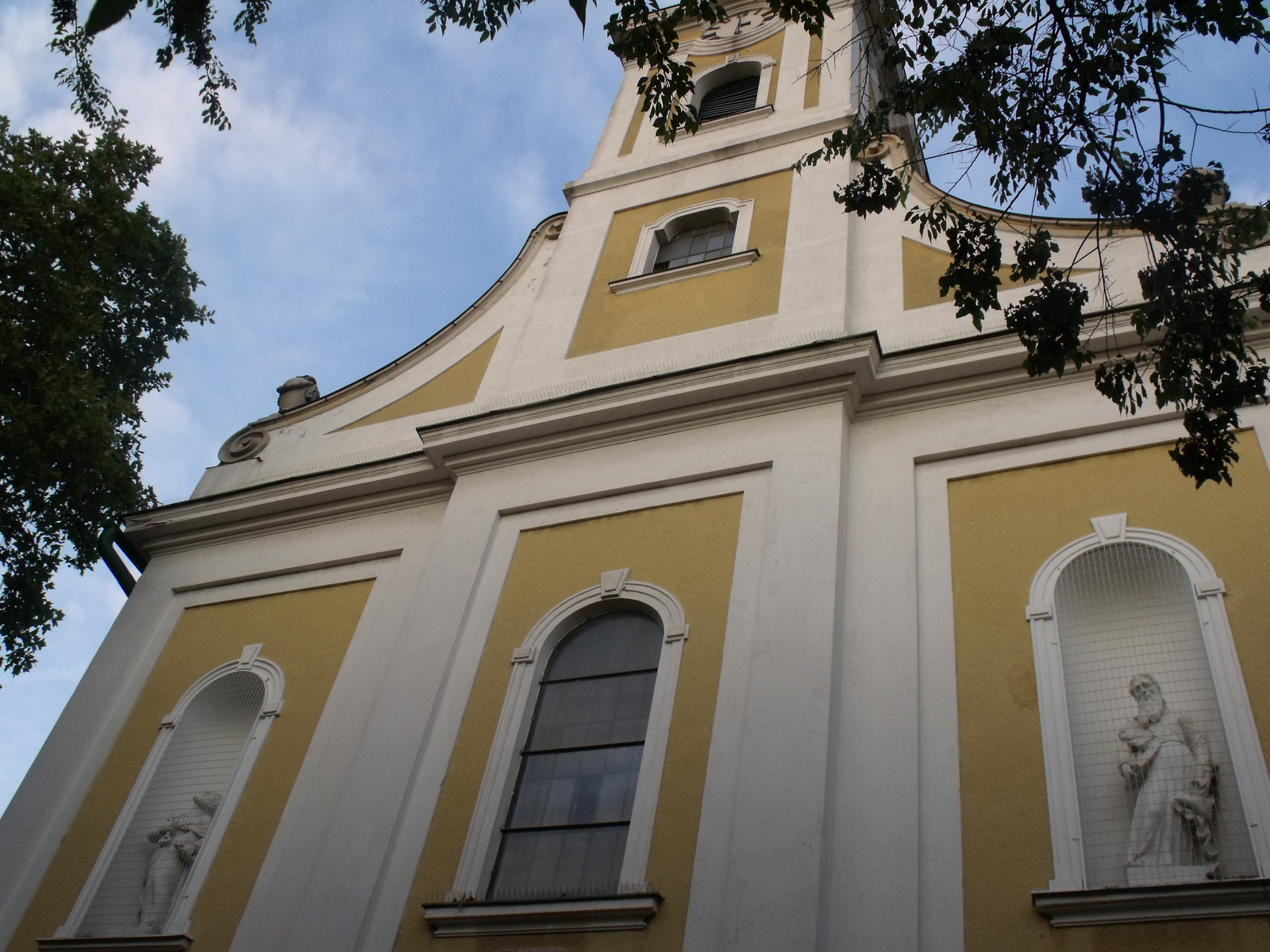